# Белый квадрат (кинопремия)
«Белый квадрат» — российская кинопремия, присуждается гильдией кинооператоров России с 2004 года за лучшую операторскую работу в полнометражных художественных фильмах. Премия «Белый квадрат» вручается каждый год в марте-апреле по результатам голосования авторитетного жюри.
Лозунг Премии: 

«Кино — искусство изобразительное»— Михаил Ромм

## Учредители
Учредителями Премии являются: Министерство культуры Российской Федерации, Союз кинематографистов России, Гильдия кинооператоров Союза кинематографистов России, Российский Фонд Культуры, Кинокомпания «ВВП Альянс», при поддержке Национальной академии кинематографических искусств и наук России.

## Организаторы
Организатором подготовки и проведения церемонии вручения Премии является кинокомпания «ВВП Альянс».
Президент Премии «Белый квадрат» 2004—2018 годы — Игорь Клебанов.
Президент Премии «Белый квадрат» с 2018 года — Илья Дёмин.
Продюсеры Премии «Белый квадрат» — Анна Михалкова и Максим Королёв.
Арт-директора — Алексей Агранович (концепция, постановка) и Игорь Гурович (дизайн, сценография).

## История
Первая церемония Премии «Белый квадрат» впервые прошла 24 марта 2004 года в Московском международном Доме музыки, и вручалась она сразу за два прошедших года, за 2002 и за 2003.

## Лауреаты и номинанты премии
Победители отмечены жирным шрифтом

### 2003
- «Лучший кинооператор года»
  - Сергей Мачильский — «В движении»
  - Игорь Клебанов — «Превращение»
  - Андрей Жегалов — «Кукушка»
  - Маша Соловьёва — «Раскалённая суббота»
  - Сергей Мачильский — «Дневник камикадзе»
  - Сергей Астахов — «Война»
- Жюри: Вадим Юсов (кинооператор), Дмитрий Долинин (кинооператор), Людмила Кусакова (художник-постановщик), Сергей Лаврентьев (киновед), Юрий Невский (кинооператор), Яна Селиванова (руководитель отделения «Eastman Kodak» в России), Андрей Смирнов (кинорежиссёр).

Церемония прошла 24 марта 2004 года в Московском международном Доме музыки.

### 2004
- «Лучший кинооператор года»
  - Юрий Шайгарданов — «Магнитные бури»
  - Михаил Кричман — «Возвращение»
  - Сергей Астахов — «Бедный, бедный Павел»
  - Шандор Беркеши — «Коктебель»
  - Владимир Климов — «Шик»
- «За вклад в операторское искусство»: Валентин Железняков

Церемония прошла 24 марта 2004 года в Московском международном Доме музыки.

### 2005
- «Лучший кинооператор года»
  - Сергей Мачильский — «Свои»
  - Владимир Климов — «Всадник по имени Смерть»
  - Сергей Трофимов — «Ночной дозор»
  - Ирина Уральская — «Время жатвы»
  - Илья Дёмин — «72 метра»
  - Игорь Клебанов — «Водитель для Веры»
- «За вклад в операторское искусство»: Леонид Калашников
- Жюри: Эдуард Розовский  (кинооператор), Вадим Алисов (кинооператор), Владимир Аронин (художник-постановщик), Сергей Астахов (кинооператор), Денис Евстигнеев (кинооператор, продюсер), Вера Иванова (киновед), Елена Касаткина (представитель отделения «Eastman Kodak» в России).

Церемония прошла в марте 2005 года в Театре имени Маяковского на Большой Никитской.

### 2006
- «Лучший кинооператор года»
  - Олег Лукичёв — « Гарпастум»
  - Максим Осадчий — «9 рота»
  - Маша Соловьёва — «Мужской сезон: Бархатная революция»
  - Юрий Клименко — «Космос как предчувствие»
  - Юрий Райский — «Бой с тенью»
  - Владислав Опельянц — «Статский советник»
- «За вклад в операторское искусство»: Вячеслав Шумский
- Жюри: Ломер Ахвледиани (кинооператор), Михаил Агранович (кинооператор), Николай Губенко (режиссёр), Владимир Климов (кинооператор), Наталья Кочергина (художник-постановщик), Армен Медведев (киновед), Яна Селиванова (руководитель отделения «Eastman Kodak» в России).

Церемония прошла 23 марта 2006 года в Московском Театре «Новая Опера».

### 2007
- «Лучший кинооператор года»
  - Андрей Жегалов — «Остров»
  - Сергей Астахов — «Мне не больно»
  - Владислав Гурчин — «Гадкие лебеди»
  - Сергей Мачильский — «Связь»
  - Максим Осадчий — «Вдох-выдох»
- «За вклад в операторское искусство»: Вадим Юсов
- Жюри: Николай Немоляев (кинооператор), Юрий Богомолов (кинокритик), Марек Жидович (режиссёр, историк искусства, главный организатор фестиваля кинооператорского искусства «Camerimage»), Дмитрий Месхиев (режиссёр), Виктор Петров (художник-постановщик), Сергей Филиппов (кинооператор), Юрий Шайгарданов (кинооператор).

Церемония прошла 20 марта 2007 года в музыкальном театре имени Станиславского и Немировича-Данченко.

### 2008
- «Лучший кинооператор года»
  - Михаил Кричман — «Изгнание»
  - Владимир Климов — «Ленинград»
  - Олег Лукичёв — «Путешествие с домашними животными»
  - Владислав Опельянц — «12»
  - Маша Соловьёва — «Глянец»
- «За вклад в операторское искусство»: Леван Пааташвили
- «Операторское признание»: Божена Масленникова[10] — колорист
- Жюри: Сергей Мачильский (кинооператор), Илья Дёмин (кинооператор), Ольга Кравченя (художник-постановщик), Максим Осадчий (оператор), Ирина Петровская (журналист), Бахтияр Худойназаров (режиссёр), Вячеслав Шмыров (киновед).

Церемония прошла 25 марта 2008 года в филиале Государственного академического Малого театра.

### 2009
- «Лучший кинооператор года»
  - Игорь Клебанов — «Мираж»
  - Илья Дёмин — «Новая земля»
  - Юрий Клименко — «Пленный»
  - Олег Лукичёв — «Юрьев день»
  - Сергей Мачильский — «Тот, кто гасит свет»
- «За вклад в операторское искусство» имени Сергея Урусевского: Дмитрий Долинин
- «Операторское признание»: Дедо Вайгерт — кинооператор, создатель киносъёмочного оборудования, лауреат премии «Оскар» (тех.)
- Жюри: Юрий Невский (кинооператор), Александр Бойм (художник-постановщик), Дедо Вайгерт (кинематографист), Михаил Кричман (кинооператор), Мария Соловьёва (кинооператор), Павел Чухрай (режиссёр), Ирина Шилова (киновед).

Церемония прошла 24 марта 2009 года в клубе «Б1 MAXIMUM».

### 2010
- «Лучший кинооператор года»
  - Руслан Герасименков — «Одна война»
  - Роман Васьянов — «Стиляги»
  - Владимир Климов — «Скоро весна»
  - Максим Осадчий — «Обитаемый остров. Схватка»
  - Юрий Райский — «Миннесота»
  - Маша Соловьёва — «Кромовъ»
- «За вклад в операторское искусство» имени Сергея Урусевского: Анатолий Петрицкий
- «Операторское признание»: Сергей Астахов— кинооператор, конструктор операторской техники
- Жюри: Анатолий Мукасей (кинооператор), Вадим Абдрашитов (режиссёр), Сергей Иванов (художник), Наум Клейман (киновед), Юрий Любшин (кинооператор), Алексей Родионов (кинооператор), Игорь Толстунов (продюсер).

Церемония прошла 22 марта 2010 года в Большом Купольном Зале УСК «Крылья Советов».

### 2011
- «Лучший кинооператор года»
  - Владимир Башта — «Кандагар»
  - Павел Костомаров — «Как я провел этим летом»
  - Владимир Башта — «Брестская крепость»
  - Юрий Клименко — «Край»
- «За вклад в операторское искусство» имени Сергея Урусевского: Владимир Шевцик
- «Операторское признание»: Эдуард Гимпель — кинооператор, организатор производства
- Жюри: Вадим Алисов (кинооператор), Лариса Малюкова (киновед), Сергей Мелькумов (продюсер), Сергей Мокрицкий (кинооператор), Михаил Мукасей (кинооператор), Владимир Светозаров (художник-постановщик), Борис Хлебников (режиссёр).

Церемония прошла 5 апреля 2011 года в Московском академическом детском музыкальном театре имени Натальи Сац.

### 2012
- «Лучший кинооператор года»
  - Михаил Кричман — «Елена»
  - Максим Осадчий — «2 дня»
  - Александр Ильховский — «Мишень»
  - Юрий Клименко — «Самка»
  - Алексей Родионов — «Generation П»
- «За вклад в операторское искусство» имени Сергея Урусевского: Юрий Клименко
- «Операторское признание»: Сергей Соловьёв — кинорежиссёр
- Жюри: Наум Ардашников (кинооператор), Эдуард Артемьев (композитор), Владимир Башта (кинооператор), Руслан Герасименков (кинооператор), Тигран Кеосаян (режиссёр), Алим Матвейчук (художник-постановщик), Пётр Шепотинник (киновед).

Церемония прошла 4 апреля 2012 года в Московском академическом детском музыкальном театре имени Натальи Сац.

### 2013
- «Лучший кинооператор года»
  - Геннадий Карюк — фильм «Искупление»
  - Денис Аларкон-Рамирес — фильм «Шпион»
  - Сергей Мачильский — фильм «Все ушли»
  - Юрий Райский — фильм «Орда»
  - Сергей Трофимов — фильм «Август. Восьмого»
- «За вклад в операторское искусство» имени Сергея Урусевского: Николай Немоляев
- «Операторское признание»: операторский факультет ВГИКа
- Жюри: Дмитрий Долинин (кинооператор), Дмитрий Быков (писатель), Николай Досталь (кинорежиссёр), Александр Ильховский (кинооператор), Андрей Плахов (киновед), Григорий Пушкин (художник-постановщик), Дмитрий Яшонков (кинооператор).

X Церемония вручения Премии операторского искусства «Белый квадрат» прошла 1 апреля 2013 года в Московском государственном академическом детском музыкальном театре им. Н. И. Сац.

### 2014
- «Лучший кинооператор года»
  - Олег Лукичёв — фильм «Иван сын Амира»
  - Владимир Башта — фильм «Географ глобус пропил»
  - Шандор Беркеши — фильм «Небесные жёны луговых мари»
  - Сергей Мачильский — фильм «Зеркала»
  - Ирек Хартович — фильм «Легенда № 17»
- «За вклад в операторское искусство» имени Сергея Урусевского: Валерий Шувалов
- «Операторское признание»: Людмила Кусакова, художник-постановщик
- Жюри: Владимир Климов (кинооператор), Денис Аларкон-Рамирес (кинооператор), Андрей Звягинцев (кинорежиссёр), Игорь Кожевников (кинооператор), Сергей Лазарук (киновед), Владимир Трапезников (художник-постановщик), Евгений Цыганов (актёр).

XI Церемония вручения Премии операторского искусства «Белый квадрат» прошла 7 апреля 2014 года в Московском государственном академическом детском музыкальном театре им. Н. И. Сац.

### 2016
В 2016 году вручались две премии — за лучшую операторскую работу в полнометражном художественном фильме производства 2014 и производства 2015 года.
- «Лучший кинооператор года» за фильмы 2014 года:
  - Леван Капанадзе — фильм «Испытание»
  - Михаил Кричман — фильм «Левиафан»
  - Сергей Мачильский — фильм «Шагал-Малевич»
  - Владислав Опельянц — фильм «Солнечный удар»
  - Александр Симонов — фильм «Белые ночи почтальона Алексея Тряпицына»
- «Лучший кинооператор года» за фильмы 2015 года:
  - Павел Капинос — за фильм «Духless 2»
  - Игорь Гринякин — фильм «Территория»
  - Геннадий Карюк — фильм «Конец прекрасной эпохи»
  - Юрий Король — фильм «Битва за Севастополь»
  - Юрий Райский — фильм «Орлеан»
- «За вклад в операторское искусство» имени Сергея Урусевского: Ломер Ахвледиани
- Премию «Операторское признание» присудили команде, которая на протяжении 12 лет продюсировала церемонию: продюсерам Анне Михалковой и Максиму Королеву, режиссёру Алексею Аграновичу и художнику-постановщику Игорю Гуровичу[20].

Жюри: Олег Лукичёв (кинооператор), Алёна Бабенко (актриса), Николай Бородачёв (киновед, директор Госфильмофонда РФ), Пётр Духовской (кинооператор), Кирилл Серебренников (режиссёр), Сергей Трофимов (кинооператор), Сергей Февралёв (художник).
XII Церемония вручения Премии операторского искусства «Белый квадрат» прошла 18 апреля 2016 года в «Гоголь-центре».

### 2017
- Номинанты на премию «Лучший кинооператор года»
  - Максим Осадчий — фильм «Дуэлянт»
  - Игорь Гринякин — фильм «Викинг»
  - Сергей Мачильский — фильм «Контрибуция»
  - Владислав Опельянц — фильм «Ученик»
  - Александр Симонов — фильм «Рай»
- «За вклад в операторское искусство» имени Сергея Урусевского: Геннадий Карюк.
- «Операторское признание»: Анатолий Кокуш, киноинженер, обладатель двух технических «Оскаров»[22].

Жюри: Юрий Райский (кинооператор), Леван Капанадзе (кинооператор), Александр Кузнецов (кинооператор), Алексей Рыбников (композитор), Фёдор Савельев (художник), Сергей Урсуляк (режиссёр), Александр Шпагин (киновед).
XIII Церемония вручения Премии кинооператорского искусства «Белый квадрат» прошла 17 апреля 2017 года в «Гоголь-центре».

### 2018
- Номинанты на премию «Лучший кинооператор года»:
  - Владимир Башта — фильм «Время первых»
  - Игорь Клебанов — фильм «Холодное танго»
  - Юрий Клеменко — фильм «Матильда»
  - Михаил Кричман — фильм «Нелюбовь»
  - Владислав Опельянц — фильм «Заложники»
  - Алишер Хамидходжаев — фильм «Аритмия»
- «За вклад в операторское искусство» имени Сергея Урусевского: Анатолий Мукасей.

Жюри: Михаил Агранович (кинооператор), Пётр Багров (киновед), Николай Досталь (кинорежиссёр), Максим Дунаевский (композитор), Леонид Кипнис (художник), Павел Кулаков (кинооператор), Дмитрий Яшонков (кинооператор).
XIV Церемония вручения Премии кинооператорского искусства «Белый квадрат» состоялась 3 апреля 2018 года в «Гоголь-центре».

### 2019
- Номинанты на премию «Лучший кинооператор года»:
  - Владислав Опельянц  — «Селфи», «Лето»
  - Игорь Гринякин — «Движение вверх»
  - Юрий Клименко — «Ван Гоги»
  - Алишер Хамидходжаев — «Война Анны»
- «За вклад в операторское искусство» имени Сергея Урусевского: Игорь Клебанов.

Жюри: Владимир Климов (кинооператор), Шандор Беркеши (кинооператор), Алексей Мизгирёв (кинорежиссёр), Павел Новиков (художник-постановщик), Мария Трегубова (театральный художник), Стас Тыркин (кинокритик).
XV Церемония вручения Премии кинооператорского искусства «Белый квадрат» состоялась 19 апреля 2019 года в театре «Русская песня».

### 2020
- Номинанты на премию «Лучший кинооператор года»:
  - Михаил Агранович — «Сестрёнка»
  - Роман Васьянов — «Одесса»
  - Макс Осадчий — «Девятая»
  - Александр Симонов — «Грех»
  - Ксения Середа — «Дылда»
  - Юрий Шайгарданов — «Француз»
- «За вклад в операторское искусство» имени Сергея Урусевского: Вадим Алисов
- Приз «Операторское признание» присужден Йохану Хельстену (Johan Hellsten) — шведскому кинооператору и изобретателю Easyrig — системы для разгрузки и стабилизации при работе с ручной камерой.
- Жюри: Юрий Клименко (кинооператор), Морад Абдель-Фаттах (кинооператор), Мария Соловьева (кинооператор), Мария Безрук (кинокритик), Игорь Волошин (кинорежиссёр), Эдуард Гизатуллин (художник), Мария Хмелик (сценарист).

Торжественная церемония вручения Премии киноизобразительного искусства «Белый квадрат» состоялась в театре «Русская песня» 1 декабря 2020 года.

### 2021
- Номинанты на премию «Лучший кинооператор года»:
  - Андрей Найденов — «Дорогие товарищи!»
  - Александр Симонов — «Грех»
  - Максим Жуков — «Спутник»
  - Олег Лукичёв — «Северный ветер»
  - Михаил Милашин — «На острие»
  - Ирина Уральская — «Блокадный дневник»
- «За вклад в операторское искусство» имени Сергея Урусевского: Михаил Агранович
- Приз «Операторское признание» присужден Арману Яхину, основателю и руководителю самой большой российской студии визуальных эффектов Main Road Post.
- Жюри: Юрий Любшин (кинооператор), Оксана Карас (кинорежиссёр), Александр Тананов (кинооператор), Семён Яковлев (кинооператор), Евгения Тирдатова (киновед), Аддис Гаджиев (художник-постановщик), Тимофей Голобородько (колорист).

Торжественная церемония вручения Премии киноизобразительного искусства «Белый квадрат» состоялась в кинотеатре «Художественный» 2 декабря 2021 года.

### 2022
- Номинанты на премию «Лучший кинооператор года»:
  - Владислав Опельянц  — «Уроки фарси»
  - Денис Аларкон-Рамирес — «Бывшая»
  - Максим Жуков — «Майор Гром: Чумной Доктор»
  - Александр Ильховский — «Медея»
  - Владислав Опельянц — «Петровы в гриппе»
- «За вклад в операторское искусство» имени Сергея Урусевского: Владимир Климов
- Приз «Операторское признание» присужден Кафедре операторского искусства Санкт-Петербургского государственного института кино и телевидения.
- Жюри: Сергей Трофимов (кинооператор), Пётр Буслов (кинорежиссёр), Александр Носовсий (кинооператор), Мария Соловьёва (кинооператор), Ольга Рейзен (киновед), Сергей Февралёв (художник-постановщик), Константин Хабенский (актёр, режиссёр).

XVIII церемония вручения Премии киноизобразительного искусства «Белый квадрат» состоялась 30 ноября 2022 года в Центральном Доме актёра им. А. А. Яблочкиной.

### 2023
- Номинанты на премию «Лучший кинооператор года»:
  - Денис Фирстов  — «Казнь»
  - Морад Абдель-Фаттах — «Однажды в пустыне»
  - Сергей Астахов — «Сердце Пармы»
  - Максим Осадчий — «Жанна»
  - Максим Шинкоренко — «Одиннадцать молчаливых мужчин»
- «За вклад в операторское искусство» имени Сергея Урусевского: Александр Антипенко
- «Операторское признание»: Евгений Ветлугин, инженер-изобретатель, основатель компании «Сфера Света», которая разрабатывает и производит осветительные аэростаты.
- Жюри: Сергей Мачильский (кинооператор), Фёдор Бондарчук (кинорежиссёр), Денис Аларкон-Рамирес (кинооператор), Эдуард Мошкович (кинооператор), Всеволод Коршунов (киновед), Пётр Горшенин (художник), Алёна Званцова (режиссёр).

XIХ церемония вручения Премии киноизобразительного искусства «Белый квадрат» состоялась 11 апреля 2023 года в «Электротеатре Станиславский».

### 2024
- Номинанты на премию «Лучший кинооператор года»:
  - Роберт Саруханян — «Кентавр»
  - Семён Аманатов — «Не хороните меня без Ивана»
  - Николай Желудович — «Чувства Анны»
  - Михаил Милашин — «Праведник»
  - Алишер Хамидходжаев — «Снегирь»
- За лучшую операторскую работу в сериале: Юрий Никогосов — «Актрисы»
- За вклад в операторское искусство имени Сергея Урусевского: Юрий Невский
- Жюри: кинооператоры Олег Лукичёв, Михаил Агранович, Сергей Астахов, Владимир Башта, Сергей Мачильский, Денис Фирстов, Юрий Шайгарданов.

XХ юбилейная церемония вручения Премии киноизобразительного искусства «Белый квадрат» состоялась 9 апреля 2024 года в кинотеатре «Синема Парк Мосфильм».

### 2025
- Номинанты на премию «Лучший кинооператор года»:
  - Максим Жуков — «Мастер и Маргарита»
  - Алексей Зайков —  110
  - Михаил Милашин — Сто лет тому вперед
  - Александра Ромм — Золото Умальты
  - Максим Шинкоренко — Любовь Советского Союза
- За лучшую операторскую работу в сериале: Илья Авербах  — «Прометей». Номинанты: Глеб Вавилов («Лихие»), Дмитрий Карначик («Дети перемен») и Батыр Моргачёв («Трасса»).
- За вклад в операторское искусство имени Сергея Урусевского: Юрий Шайгарданов
- Приз «Операторское признание» за технические разработки и достижения в совершенствовании операторской съёмочной техники принял руководитель компании BLACKLINE, конструктор оптики, оператор-постановщик Сергей Павлов.
- Жюри: кинооператоры:  Сергей Трофимов , Морад Абдель-Фаттах, Алексей Фёдоров, художник-постановщик Евгений Качанов, режиссёр Константин Статский.

XXI церемония вручения премии прошла 28 апреля 2025 года в Театральном центре «На Плющихе».